# Centrale nucléaire de Millstone
La centrale nucléaire de Millstone est située à Waterford dans le Connecticut.

## Description
- La tranche 1 est un réacteur du type REB "réacteur à eau bouillante" construit par General Electric qui a été arrêté en novembre 1995, avant la décision d'arrêt définitif en juillet 1998.

Les tranches 2 et 3 sont deux "réacteurs à eau pressurisée" (REP) vendus à Dominion par Northeast Utilities en l'an 2000 et qui continuent à produire.
- La tranche 2, construite par Combustion Engineering dans les années 1970, a une  capacité de production de 869 MWe. Elle comprend 2 générateurs de vapeur et quatre pompes primaires. Une mise à niveau du système de sécurité permet de répondre dorénavant aux critères de la NRC. Par ailleurs, lors d'un arrêt en 2006, le pressuriseur a été remplacé.

- La tranche 3, construite par Westinghouse, a été mise en service en 1986 et elle a une capacité de production de 1136 MWe.

La compagnie Dominion exploite également les centrales de Surry, de North Anna et de Kewaunee.